# Església de la Mercè de Tàrrega
Església de la Mercè de Tàrrega és una església de Tàrrega (Urgell) protegida com a bé cultural d'interès local.

## Descripció
Església que pertany al col·legi dels Escolapis i s'hi pot accedir tant per l'interior de l'escola com des del mateix carrer. És una església de nau única transversal amb coberta de volta de canó de quatre trams, absis poligonal rematat per un cambril on hi ha la imatge de la Mare de Déu de la Mercè. La nau principal té en els seus laterals diverses capelles adossades dividides de la nau central per pilars. Al lateral dret de l'altar s'hi situa un petit oratori també de nau única. Darrere de l'altar major s'hi troba el reduït espai dedicat a la sagristia. La façana exterior de l'església és realitzada amb pedres tallades de forma irregular, superiorment s'hi aprecia la resolució de la coberta a dos vessants. La porta d'entrada principal és realitzada entre dos pilars adossats que sostenen un entaulament sencer damunt del qual hi reposa un frontó semicircular damunt de la porta principal d'accés hi ha un rosetó que il·lumina internament la nau principal de l'església.

## Història
El 1803 ens resten documentades les obres d'ampliació d'aquesta església targarina. Posteriorment en el 1811 en la guerra contra els francesos aquests expropien les campanes. L'any 1835 l'església rep la talla escultòrica de la Mare de Déu de la Mercè.